# Re-Rewind (The Crowd Say Bo Selecta)
«Re-Rewind (The Crowd Say Bo Selecta)» (с англ. — «На-назад, когда говорят Bo Selecta»)— песня британского гэридж-дуэта Artful Dodger при участии Крейга Дэвида.

## О песне
Мелодия в стихах была взята из более старого демо Крейга Дэвида под названием «Last Night», которое было перезаписано для его дебютного студийного альбома Born to Do It. Немного другая версия песни, озаглавленная просто «Rewind», была представлена на Born to Do It и приписывалась исключительно Крейгу Дэвиду. «Re-Rewind» примечателен тем, что является первой записью, подписанной влиятельным лейблом Relentless Records и, как таковая, первой, кто закрепил импринт как новаторскую силу в мейнстрим-музыке.
В феврале 2016 года Дэвид рассказал, что после сеанса записи песня была почти потеряна навсегда: «Мы закончили песню и дублировали её на маленькую кассету TDK D90, чтобы пойти и послушать её в машине», — говорит он. «Звучало неплохо, но мы хотели внести пару небольших изменений — и буквально, когда [продюсер Марк Хилл] включил компьютер, всё, что мы увидели, было сообщение „ошибка, номер файла“. Единственный способ избавиться от этого — нажать OK. Итак, мы нажали OK, и на экране продолжали появляться новые номера ошибок. Итак, мы нажимали OK, нажимали OK, нажимали OK. Но когда мы посмотрели на сессию, все, что мы увидели, были хай-хэты. Я такой: „Вы на самом деле настоящие?“ Так что пластиковая лента TDK превратилась в золотую пыль. У нас была вся песня целиком, и нам пришлось использовать запись в качестве ориентира, проигрывая её очень осторожно, чтобы её не разжевали, и пытаясь запомнить все, что мы делали. И это была „Rewind“.»

## Список композиций
Standard CD single and UK cassette single
1. «Re-Rewind (The Crowd Say Bo Selecta)» (radio edit)
2. «Re-Rewind (The Crowd Say Bo Selecta)» (Bump 'N' Flex Sweet 'N' Low mix)
3. «Re-Rewind (The Crowd Say Bo Selecta)» (Sharp Club vocal remix)

UK 12-inch single
A1. «Re-Rewind (The Crowd Say Bo Selecta)» (radio edit)
A2. «Re-Rewind (The Crowd Say Bo Selecta)» (Bump 'N' Flex Sweet 'N' Low mix)
B1. «Re-Rewind (The Crowd Say Bo Selecta)» (Sharp Addiction to DTPM dub)
European CD single
1. «Re-Rewind (The Crowd Say Bo Selecta)» (radio edit)
2. «Re-Rewind (The Crowd Say Bo Selecta)» (Sharp Club vocal remix)

US cassette single
1. «Re-Rewind (The Crowd Say Bo Selecta)» (radio edit)
2. «Re-Rewind (The Crowd Say Bo Selecta)» (Sweet n' Low mix)

## Чарты

### Недельные чарты
| Чарт (1999—2000)                           | Позиция |
| ------------------------------------------ | ------- |
| Австралия (ARIA)                           | 62      |
| Бельгия/Фландрия (Ultratop 50)             | 21      |
| Бельгия/Валлония (Ultratip Bubbling Under) | 17      |
| Европа (Eurochart Hot 100)                 | 11      |
| Германия (GfK)                             | 49      |
| Ирландия (IRMA)                            | 15      |
| Италия (FIMI)                              | 18      |
| Нидерланды (Dutch Top 40)                  | 4       |
| Нидерланды (Single Top 100)                | 4       |
| Новая Зеландия (Recorded Music NZ)         | 18      |
| Шотландия (OCC Scotland)                   | 15      |
| Швеция (Sverigetopplistan)                 | 53      |
| Швейцария (Schweizer Hitparade)            | 88      |
| Великобритания (OCC UK Singles)            | 2       |
| Великобритания (OCC UK Dance)              | 1       |

### Чарты на конец года
| Чарт (1999)      | Позиция |
| ---------------- | ------- |
| UK Singles (OCC) | 37      |

| Чарт (2000)                 | Позиция |
| --------------------------- | ------- |
| Нидерланды (Dutch Top 40)   | 53      |
| Нидерланды (Single Top 100) | 54      |
| UK Singles (OCC)            | 83      |

## Сертификаты
| Регион | Сертификация | Продажи  |
| --- | ------------ | -------- |
| Великобритания (BPI) | Платиновый   | 600 000^ |
| Великобритания (BPI) · Craig David solo version                                                                                           | Серебряный   | 200 000  |
| ^ Данные о тиражах приведены только на основе сертификации. · Данные о продажах + прослушиваниях приведены только на основе сертификации. |              |          |

## Хронология выхода
| Страна         | Дата           | Формат                                       | Лейбл                    | Ref(s).       |
| -------------- | -------------- | -------------------------------------------- | ------------------------ | ------------- |
| Великобритания | 29 ноября 1999 | 12-inch vinyl CD cassette                    | Public Demand Relentless | [ 25 ] [ 27 ] |
| Австралия      | 6 марта 2000   | CD                                           | Public Demand Relentless | [ 28 ]        |
| США            | 16 мая 2000    | Rhythmic contemporary contemporary hit radio | Republic Universal       | [ 29 ] [ 30 ] |

## Интересные факты
Именно из этой песни Ли Фрэнсис в комедийном сериале канала Channel 4 «Bo' Selecta!» получила своё название.